# Krokodilhaj
Krokodilhaj (Pseudocarcharias kamoharai) är en haj i ordningen håbrandsartade hajar som är enda arten i släktet Pseudocarcharias som i sin tur är ensam i familjen Pseudocarchariidae.
Som namnet antyder har arten tänder som påminner om krokodilernas tänder. På varje kroppssida förekommer fem gälöppningar fördelade på huvud och på bålen. De två trekantiga ryggfenorna är låga.
Denna haj blir upp till 1,1 meter lång och den lever i öppet vatten i tropiska hav. Dess stora ögon antyder att den jagar på natten eller lever på djupare vatten där ljuset är svagt, troligen ner till åtminstone 590 meters djup. Antagligen utför krokodilhajen vandringar från djupet till havets yta under dygnet.
Krokodilhajens föda består enligt undersökningar av maginnehållet hos insamlade exemplar bland annat av på djupare vatten förekommande små fiskar, bläckfiskar och räkor.
Honan får vanligen två till fyra ungar per dräktighet. Ynglen äter i livmodern obefruktade ägg vilket är en form av kannibalism. Innan de är 3 till 4 cm långa är de utrustade med gulesäck. Vid födseln är ungarna cirka 40 centimeter långa. Könsmognaden kommer vid en uppnådd längd på cirka 74 centimeter om individen är en hane och vid 89 centimeter om det är en hona.